# Maronea
Maronea (grec antic: Μαρώνεια, Marṓneia) era una ciutat rica i poderosa dels cícons de Tràcia, a la costa de la mar Egea, prop del llac Ismar, segons diu Heròdot. La llegenda la fa fundada per Maró, fill de Dionís i company del sàtir Silè, segons Eurípides.
Segons els Iambes al Rei Nicomedes, Maronea era una colònia de Quios fundada el quart any de la cinquanta-novena Olimpíada, el 540 aC, i Plini el Vell diu que el seu nom antic era Ortagurea. La ciutat venerava especialment Dionís, i el vi de la zona era molt apreciat ja en temps d'Homer, que l'esmenta a la Odissea.
Filip V de Macedònia va conquerir Maronea l'any 200 aC i quan els romans li van ordenar evacuar Tràcia, Filip va deportar i matar molts habitants de la ciutat en revenja, segons Titus Livi i Polibi. Els romans van donar la ciutat a Àtal I de Pèrgam, però al cap de poc temps van revocar la donació i la van proclamar ciutat lliure. Per Constantí VII Porfirogènit Maronea era una ciutat de Macedònia.
Més endavant es va dir Marogna i, segons el geògraf Hièrocles, va ser la seu d'un arquebisbe.